# Ixtiyor Navroʻzov
Ixtiyor Navroʻzov (en uzbeko: Ихтиёр Наврузов; Bujará, 5 de julio de 1989) es un luchador uzbeco de lucha libre. Participó en los Juegos Olímpicos de Londres 2012 en la categoría de 66 kg, consiguiendo un noveno puesto. Compitió en cinco campeonatos mundiales consiguiendo una medalla de plata en 2015. Ganó la medalla de bronce en los Juegos Asiáticos de 2014 y un quinto lugar en 2010. Obtuvo dos medallas en Campeonatos Asiáticos, de plata en 2011. Cuatro veces representó a su país en la Copa del Mundo, en el 2009 clasificándose en la quinta posición. Tercero en el Campeonato Mundial de Juniores del año 2008.